# Braz Paschoalin
Walderi Braz Paschoalin (Andradina, 27 januari 1948 – São Paulo, 10 december 2010) was een Braziliaans politicus die behoorde tot de Braziliaanse Sociaaldemocratische Partij (PSDB). Hij werd driemaal verkozen tot burgemeester van Jandira, maar slaagde er geen enkele keer in om twee achtereenvolgende keren verkozen te worden.
Paschoalin werd op 62-jarige leeftijd doodgeschoten door twee mannen toen hij bij het radiostation Astral FM arriveerde waar hij een radioprogramma zou presenteren.